# Pilosella subdecolorans
Pilosella subdecolorans là một loài thực vật có hoa trong họ Cúc. Loài này được (Norrl.) S.Bräut. & Greuter mô tả khoa học đầu tiên năm 2007.